# Harrie van der Kruijs
Harrie van der Kruijs (2 november 1944 - 1 juli 2022) was een Nederlandse motorcoureur uit Oisterwijk.
Van der Kruijs begon zijn racecarrière in 1967 bij de Nederlandse Motorsport Bond en nam deel aan diverse bekende motorraces zoals de 24-uursrace in Oss, die hij in 1972 samen met duorijder Tonnie van Schijndel. In zijn carrière won Van der Kruijs 55 wedstrijden in de 250-, 350-, 500- en 750cc-klasse. Hij stond erom bekend dat hij altijd op de bres stond voor de veiligheid tijdens wegraces. In 1980 reed hij zijn laatste race.
Harrie overleed in het bijzijn van zijn vrouw en kinderen op 1 juli 2022.